# Duintrapmos
Duintrapmos (Lophozia excisa) is een soort uit het geslacht trapmos (Lophozia).

## Determinatie
Duintrapmos vormt groene, kleine matten. Het blad is ondiep U-vormig ingedeukt. De bladlobben zijn spits tot afgerond en ongelijk van grootte. Het sporenkapsel is donkerbruin tot zwart op doorzichtig stengeltje. Meestal is het voorzien van roodbruine broedkorrels.

## Ecologie
Duintrapmos leeft vooral op kalkrijke of al enigszins ontkalkte duinhellingen met een expositie op het noorden. Incidenteel groeit het in heidevelden, grof zand en gruis.

## Verspreiding
In Nederland komt duintrapmos zeldzaam voor, en dan met name in de kustduinen.